# Krasimira Gjurowa
Krasimira Gjurowa (bułg. Красимира Гюрова; ur. 26 października 1953 w Sofii, zm. 30 marca 2011 tamże) – bułgarska koszykarka.

## Kariera klubowa
Reprezentowała klub Akademik Sofia; wielokrotna mistrzyni kraju z tym zespołem.

## Kariera reprezentacyjna
Wraz z reprezentacją Bułgarii zdobyła brązowy medal igrzysk olimpijskich w 1976, na których wystąpiła w 5 meczach. Brała również udział w mistrzostwach Europy w 1978, na których Bułgaria zajęła 7. miejsce.

## Losy po zakończeniu kariery
W sezonie 2009/2010 pełniła funkcję komisarza w meczach młodzieżowych lig koszykarskich w Bułgarii. Zmarła 30 marca 2011 w Sofii, a pochowana została 1 kwietnia 2011 w cerkwi Świętych Siedmoczislenników w Sofii.